# Moestroff
Moestroff (en luxembourgeois : Méischtref /mˈɜɪʃtʀəf/ ) est une section de la commune luxembourgeoise de Bettendorf située dans le canton de Diekirch.

## Histoire
Au cours de la Seconde Guerre mondiale, le 10 mai 1940 les armées allemandes envahissent simultanément les Pays-Bas, la Belgique et le Luxembourg pour affronter la France et la Grande-Bretagne. Avant le franchissement de la frontière par des troupes régulières, des unités spéciales s'introduisent aux premières heures du 10 mai pour essayer d'empêcher, sans succès, le verrouillage irréversible de barrières comme il en était disposées sur les axes du Luxembourg susceptibles d'être empruntés par les allemands, visant à les dissuader de le traverser. L'une d'entre elles se trouve à Moestroff, et à cette occasion les Allemands qui tentent de prendre la barrière, habillés en civils, ouvrent le feu sur trois gendarmes Luxembourgeois et les blessent, puis abattent un civil Luxembourgeois peu après.

## Culture locale et patrimoine

### Personnalités liées à la localité
- Alphonse Willems (lb) (1896-1976), chimiste ;
- Alphonse Osch (1909-1997), homme politique.